# José Morales (Moderner Fünfkämpfer)
José Morales Mendóza (* 1901; † unbekannt) war ein mexikanischer Moderner Fünfkämpfer.
José Morales nahm an den Olympischen Sommerspielen 1932 in Los Angeles teil, wo er den 24. Rang belegte.